# Mistrovství Evropy v zápasu řecko-římském 2020
Mistrovství Evropy v zápasu řecko-římském za rok 2020 proběhlo v hale PalaPellicone v Římě–Ostii, Itálie ve dnech 10.-12. února 2020.

## Česká stopa
- -77 kg - Oldřich Varga
- -87 kg - Petr Novák
- -97 kg - Artur Omarov
- -130 kg - Štěpán David

## Program

### Vyřazovací boje
- PO – 10.2.2020 – muži (−55 kg, −63 kg, −77 kg, −87 kg, −130 kg)
- ÚT – 11.2.2020 – muži (−60 kg, −67 kg, −72 kg, −82 kg, −97 kg)

### Souboje o medaile
- ÚT – 11.2.2020 – muži (−55 kg, −63 kg, −77 kg, −87 kg, −130 kg)
- ST – 12.2.2020 – muži (−60 kg, −67 kg, −72 kg, −82 kg, −97 kg)

## Výsledky

### Muži
| Kategorie | Zlato                  | Stříbro                    | Bronz                  | Bronz                  |
| --------- | ---------------------- | -------------------------- | ---------------------- | ---------------------- |
| −55 kg    | Edmond Nazarjan (BUL)  | Vitalij Kabalojev (RUS)    | Eldaniz Azizli (AZE)   | Nugzar Curcumija (GEO) |
| −60 kg    | Gevorg Garibjan (ARM)  | Kerem Kamal (TUR)          | Murad Bazarov (AZE)    | Amiran Šavadze (GEO)   |
| −63 kg    | Maxim Nehoda (BLR)     | Ibragim Labazanov (RUS)    | Erik Torba (HUN)       | Lenur Temirov (UKR)    |
| −67 kg    | Morten Thoresen (NOR)  | Nazir Abdullajev (RUS)     | Kristupas Šleiva (LTU) | Karen Aslanjan (ARM)   |
| −72 kg    | Frank Stäbler (GER)    | Ijuri Lomadze (GEO)        | Ulvu Ganizada (AZE)    | Selçuk Can (TUR)       |
| −77 kg    | Sanan Sulejmanov (AZE) | Zoltán Lévai (HUN)         | Alex Kessidis (SWE)    | Karapet Čaljan (ARM)   |
| −82 kg    | Rafig Husejnov (AZE)   | Daniel Aleksandrov (BUL)   | Bohdan Kurinnoj (SWE)  | Hannes Wagner (GER)    |
| −87 kg    | Semen Novikov (UKR)    | Viktor Lőrincz (HUN)       | Alexandr Komarov (RUS) | Islam Abbasov (AZE)    |
| −97 kg    | Artur Aleksanjan (ARM) | Nikoloz Kachelašvili (ITA) | Cenk İldem (TUR)       | Alexandr Golovin (RUS) |
| −130 kg   | Alin Alexuc (ROU)      | Levan Arabuli (GEO)        | Mykola Kučmyj (UKR)    | Jello Krahmer (GER)    |